# 三氟甲磺酸锌
三氟甲磺酸锌是锌的三氟甲磺酸盐。它通常用作路易斯酸催化剂，例如用于硅烷化反应。
三氟甲磺酸锌是白色粉末，尽管它存在市售品，但是一些科研人员会通过不同的方法制备它。例如，它可以由三氟甲磺酸和金属锌在丙酮中反应得到，或者在甲醇中和碳酸锌反应来制备：
Zn + 2 HOTf → Zn(OTf)2 + H2↑
ZnCO3 + 2 HOTf → Zn(OTf)2 + H2O + CO2↑ (OTf = CF3SO2)